# Lauren Hemp
Lauren May Hemp (Norwich, 7 augustus 2000) is een Engelse voetbalster die uitkomt voor Manchester City in de Women's Super League. Ze maakt ook deel uit van het Engelse nationale team. Ze speelt doorgaans als linksbuiten. In de lijst van 100 beste vrouwelijke voetballers ter wereld over het jaar 2022 van The Guardian staat Lauren Hemp op plaats 22.

## Clubcarrière
Van haar achtste tot haar vijtiende jaar speelde Lauren Hemp bij het Norwich City Girls' Centre of Excellence. Toen deze voetbalopleiding voor meisjes in 2015 werd opgeheven, trainde ze verder met het beloftenteam van de jongens van Norwich City, en speelde gelijktijdig bij het jongensteam van North Walsham O16.
Na haar middelbareschoolexamen in 2016 sloot ze een contract met tweede divisieclub Bristol City. Ze maakte haar debuut halverwege het lopende seizoen, dat destijds liep van maart tot november. In haar debuutwedstrijd tegen Watford (10 september 2016) maakte ze ook haar eerste doelpunt voor Bristol City. Hemp: "Ik kwam in het veld na 60 minuten en scoorde 2 minuten later. (...) Ik had nog nooit gespeeld voor meer dan tien toeschouwers en hier waren het er honderd. Ik vond het ongelooflijk - ik speelde mijn eerste professionele wedstrijd en ik scoorde." Volgens Flo Allen, haar ploeggenoot bij Bristol City, had Hemp van jongs af aan "een fantastisch evenwichtsgevoel, een onverzettelijke kracht en een ongelooflijk talent om de bal op volle snelheid te controleren".
Vanaf het seizoen 2018/19 speelt Lauren Hemp voor Manchester City. Ze maakte haar debuut in de seizoensopener tegen Chelsea op 9 september 2018. Haar eerste doelpunt voor Manchester City scoorde ze op 13 januari 2019 tegen West Ham United. In haar eerste seizoenen bij Mancester City scoorde ze relatief weinig, maar in het seizoen 2021/22 werd ze club-topscorer.

## Internationale carrière
Op 13-jarige leeftijd werd Lauren Hemp voor het eerst geselecteerd voor Engeland. Ze nam deel aan een trainingstage in Nederland, met twee duels tegen Oranje O15. Ze kwam in de twee wedstrijden niet aan spelen toe. Haar debuut in de A-selectie maakte Lauren Hemp op 8 oktober 2019 in een vriendschappelijke wedstrijd tegen Portugal. Ze bleef 13 interlands zonder goal. In de WK-kwalificatiewedstrijd tegen Letland op 30 november 2021 maakte ze haar eerste interlanddoelpunt. Hemp: "Ik smachtte naar die eerste goal. (...) Het voelde onwerkelijk dat ik gescoord had. De volgende 15 minuten kon ik me niet concentreren, eigenlijk zelfs de hele eerste helft niet." In de recordwedstrijd tegen Letland, die Engeland met 20-0 won, scoorde ze vervolgens nog drie keer. In juli 2022 maakte Lauren Hemp deel uit van het nationale elftal dat de eerste Europese titel voor Engeland in de geschiedenis veroverde.
Op 6 juni 2025 werd Hemp opgenomen in de Engelse selectie voor op het EK 2025 in Zwitserland. Met haar land werd ze op 27 juli 2025 Europees kampioen door in de finale na penalty's af te rekenen met Spanje.

## Trivia
Tijdens het EK in 2022 vertelde Lauren Hemp dat ze graag bouwt met Lego om zich te ontspannen tijdens een toernooi.

## Statistieken

### Club
Gegevens per 14 maart 2023.
| Club            | Seizoen        | WSL | WSL | League Cup | League Cup | Seizoen | FA Cup | FA Cup | UWCL | UWCL | Totaal | Totaal |
| Club            | Seizoen        | W   | G   | W          | G          | Seizoen | W      | G      | W    | G    | W      | G      |
| --------------- | -------------- | --- | --- | ---------- | ---------- | ------- | ------ | ------ | ---- | ---- | ------ | ------ |
| Bristol City    | 2016           | 2   | 1   | 0          | 0          | 2015/16 | 0      | 0      | —    | —    | 2      | 1      |
| Bristol City    | 2017           | 4   | 1   | —          | —          | 2016/17 | 1      | 2      | —    | —    | 5      | 3      |
| Bristol City    | 2017/18        | 18  | 7   | 5          | 2          | 2017/18 | 1      | 0      | —    | —    | 24     | 9      |
| Bristol City    | Totaal         | 24  | 9   | 5          | 2          |         | 2      | 2      | —    | —    | 31     | 13     |
| Manchester City | 2018/19        | 10  | 2   | 5          | 3          | 2018/19 | 4      | 2      | 1    | 0    | 20     | 7      |
| Manchester City | 2019/20        | 14  | 5   | 5          | 1          | 2019/20 | 2      | 0      | 2    | 0    | 23     | 6      |
| Manchester City | 2020/21        | 15  | 6   | 1          | 1          | 2020/21 | 4      | 1      | 4    | 2    | 24     | 10     |
| Manchester City | 2021/22        | 22  | 10  | 6          | 4          | 2021/22 | 5      | 7      | 2    | 0    | 35     | 21     |
| Manchester City | 2022/23        | 13  | 3   | 4          | 2          | 2022/23 | 1      | 1      | 2    | 1    | 20     | 7      |
| Manchester City | Totaal         | 74  | 26  | 21         | 11         |         | 16     | 11     | 11   | 3    | 122    | 51     |
| Carrièretotaal  | Carrièretotaal | 98  | 35  | 26         | 13         |         | 18     | 13     | 11   | 3    | 153    | 64     |

1. ↑  Gegevens: Soccerway. In het seizoen 2016 speelde Bristol City in de WSL2, de huidige Championship. Gegevens over 2016 zijn ontleend aan de Engelse Wikipediapagina van Lauren Hemp.
2. ↑  Gegevens: Soccerway
3. ↑  Gegevens ontleend aan wedstrijdverslagen uit verscheidene bronnen.
4. ↑  Gegevens: Soccerway

### International
Gegevens per 14 maart 2023.
| jaar   | Engeland | Engeland | Groot-Brittannië | Groot-Brittannië |
| jaar   | W        | G        | W                | G                |
| ------ | -------- | -------- | ---------------- | ---------------- |
| 2019   | 3        | 0        | —                | —                |
| 2020   | 2        | 0        | —                | —                |
| 2021   | 9        | 4        | 3                | 0                |
| 2022   | 18       | 6        |                  |                  |
| 2023   | 3        | 0        |                  |                  |
| Totaal | 35       | 10       | 3                | 0                |

## Erelijst

### Club
- FA Cup: 2018/19 en 2019/20[23][24]
- League Cup (Continental Cup): 2018/19[25], 2021/22[26]

### Individueel
- PFA Young Player of the Year: 2017/18, 2019/20, 2020/21 en 2021/22[27] (De PFA, de Professional Footballers Association, is de Engelse spelersvakbond.)
- Vauxhall England Young Player of the Year: 2017[8] (onderscheiding voor de beste jeugdinternational)

### Internationaal
- Arnold Clark Cup: 2022[28], 2023[29]
- Europees Kampioen: 2022[19], 2025